# A menekültügyi rendszer újjáépítése
A menekültügyi rendszer újjáépítése (eredetileg angolul Rebuilding the Asylum System) egy Soros György által jegyzett cikk, amely 2015. szeptember 26-án jelent meg a Project Syndicate nemzetközi médiaszervezet internetes portálján. Az írás hat pontban foglalja össze az európai migrációs válság megoldásának Soros által elképzelt „átfogó tervét”. A cikkben foglalt javaslatcsomag, különösen annak egyes pontjai a harmadik Orbán-kormány kommunikációjában Soros-terv néven váltak szélesebb körben ismertté. Soros Györgynek az európai migráció problematikájával foglalkozó angol nyelvű cikkeit magyar nyelven, szó szerinti fordításban, a Magyar Időkben megjelent cikksorozat tette elérhetővé.

## A terv
A cikk bevezetőjében Soros kifejti, hogy az Európai Uniónak (EU) összehangolt menekültpolitikára, átfogó tervre van szüksége abból a célból, hogy a menedékkérők áramlása szabályozott módon menjen végbe. E tervnek túl kell mutatnia Európa határain, előnyben kell részesíteni a potenciális menedékkérők pillanatnyi helyükön vagy annak közelében való megtartását. Pillanatnyilag a legfontosabb Szíria népének sorsa, de egyéb menedékkérőkről, migránsokról sem szabad megfeledkezni. Fontosnak tekinti a menekültválság globális kihívásait, melyeknek az ENSZ fennhatósága alatt, tagországainak közreműködésével kell megfelelni. Ennek megfelelően Soros György egy átfogó terv hat elemét sorolja fel.

### 1. Legalább egymillió menedékkérő befogadása évente
A tervezet első pontja szerint az EU-nak az előrelátható jövőben évente legalább egymillió menedékkérőt kell befogadnia. Ennek költségeit méltányosan kell elosztani. A megfelelő finanszírozás érdekében minden egyes menedékkérő esetében 15 ezer eurót kell biztosítani az első két év mindegyikére azért, „hogy fedezni lehessen a lakhatás, egészségügyi ellátás és az oktatás költségeit – és azért, hogy a menekültek elfogadását vonzóbbá lehessen tenni a tagországoknak.” Fontos, hogy minél kevesebb kényszert alkalmazzanak, hogy minden menedékkérő lehetőleg abba az országba kerüljön, ahol élni szeretne, illetve ahol szükség van rá. A finanszírozás hosszú lejáratú kötvények segítségével történhetne.

### 2. Az EU-n kívüli teendők
A második pont arról szól, hogy az EU vezetésével globális erőfeszítéseket kell tenni annak érdekében, hogy Libanon, Jordánia és Törökország gondoskodni tudjon a területén élő mintegy négymillió menekült ellátásáról. Az EU-nak segítenie kell különleges gazdasági övezetek létrehozását a térségben, beleértve Tunéziát és Marokkót is, hogy az ottani menekültek számára munkahelyek jöjjenek létre. Az elsődleges befogadó országoknak még legalább 8 – 10 milliárd eurót kell adni, a hiányzó összeg az Egyesült Államoktól és a világ többi országától származhatna.

### 3. Egységes intézményi háttér
A harmadik pont szükségesnek tartja egy egységes európai Menedékügyi és Migrációs Ügynökség, illetve egységes uniós határvédelem megvalósítását. Az új ügynökség hatékony irányelveket dolgozhatna ki a menedékre nem jogosultak humánus visszafordítására is.

### 4. Biztonságos migrációs csatornák kialakítása
A negyedik pont a pánikhelyzet elkerülése érdekében biztonságos csatornák létrehozását tartja szükségesnek, hogy a menedékkérők eljuthassanak Görögországból és Olaszországból a célországukba. Később logikus lépés Soros szerint ezeket a csatornákat egészen az elsődleges befogadó országokig meghosszabbítani, hogy a menedékkérők ne kényszerüljenek az életveszélyes Földközi-tengeri átkelésre.

### 5. pont
Az ötödik pont kissé talányos megfogalmazása szerint „Az EU által kifejlesztett műveleti és pénzügyi megállapodásokat kell használni arra, hogy globális normákat lehessen megszabni a menedékkérők és migránsok kezelésére.”

### 6. Társadalmi összefogás, mozgósítás
Végezetül a hatodik pont arról szól, hogy ahhoz, hogy az EU évente több mint egymillió menedékkérőt és migránst tudjon befogadni, mozgósítani kell a privát szektort – civil szervezeteket, egyházi csoportokat, az üzleti szférát – hogy szponzorként működjenek közre. Ehhez nem csak pénzügyi alapok kellenek, de emberi és információtechnikai kapacitás is a migránsok és a szponzorok egymásra találásához.

### Az Orbán-terv hátrányai
A cikk befejező részében Soros György megemlíti, hogy a magyar miniszterelnök, Orbán Viktor szintén alkotott egy hat pontból álló tervet a válság kezelésére, de az a menedékkérők érdekei helyett a határok biztonságát helyezi előtérbe. Soros szerint ez megosztja és tönkreteszi az EU-t azáltal, hogy elveti az alapjául szolgáló értékeket, megsérti törvényeit.